# Oza (Oza-Cesuras)
Oza (llamada oficialmente San Pedro de Oza) es una parroquia y lugar español del municipio de Oza-Cesuras, en la provincia de La Coruña, Galicia.

## Entidades de población
Entidades de población que forman parte de la parroquia:
- Carraceda
- Lois
- Mayal (Maial de Abaixo)
- Castiñeiro (O Castiñeiro)
- Oza
- Payo (Paio)
- O Bando

## Despoblado
- Caballos (Os Cabalos)

## Demografía

### Parroquia
| Gráfica de evolución demográfica de Oza (parroquia) entre 2000 y 2019 |
|                                                                       |
| Datos según el nomenclátor publicado por el INE.                      |

### Lugar
| Gráfica de evolución demográfica de Oza (lugar) entre 2000 y 2019 |
|                                                                   |
| Datos según el nomenclátor publicado por el INE.                  |